# Liste der Monuments historiques in Vignely
Die Liste der Monuments historiques in Vignely führt die Monuments historiques in der französischen Gemeinde Vignely auf.

## Liste der Objekte
| Bezeichnung                                                                      | Beschreibung | Standort                                                     | Kennzeichnung | Schutzstatus | Datum | Bild |
| -------------------------------------------------------------------------------- | --- | ------------------------------------------------------------ | ------------- | ------------ | ----- | ---- |
| Grab des heiligen Hildevert, Bischof von Meaux, gestorben um 680                 | aus Stein, 13. Jahrhundert. | Im Querschiff der Kirche St-Hildevert (Lage)                 | PM77001813    | Classé       | 1906  |      |
| Tabernakel                                                                       | Tabernakel aus Holz mit zwei Flügeln und einer Balustrade auf dem zentralen Kabinett. Die beiden Flügel und die Vorderseite des Tabernakels bilden zusammen drei Joche. Hergestellt im 18. Jahrhundert.                                                            | In der Kapelle der Kirche St-Hildevert (Lage)                | PM77003120    | Inscrit      | 1979  |      |
| Glocke                                                                           | Bronze, 1551 gegossen | In der Kirche St-Hildevert (Lage)                            | PM77001814    | Classé       | 1942  |      |
| Gedenktafel für den Pfarrer Jacob Denis                                          | Unterhalb der Decke integrierte Steintafel, die von zwei Rechtecken aus Leisten eingerahmt wird. Bezeichnet 1684. | Gegenüber dem Triumphbogen in der Kirche St-Hildevert (Lage) | PM77003902    | Inscrit      | 1980  |      |
| Altar und die Gemälde Mariä Himmelfahrt sowie zwei Stillleben Blumen in der Vase | Altarbild das auf zwei kannelierten offenen Säulen ruht und das sich aus drei Ölgemälden zusammensetzt. Zentral angeordnet das Gemälde Mariä Himmelfahrt und in den beiden Seitenwänden zwei Stillleben Blumen in der Vase. Hergestellt Ende des 18. Jahrhunderts. | Im Chor der Kirche St-Hildevert (Lage)                       | PM77003119    | Inscrit      | 1979  |      |